# Borovany, Písek
Borovany là một làng thuộc huyện Písek, vùng Jihočeský, Cộng hòa Séc.